# June Purvis
Pour les articles homonymes, voir Purvis.
June Purvis, née le 22 novembre 1940, est une historienne britannique, professeure émérite d'histoire des femmes et du genre à l'université de Portsmouth.

## Biographie
June Purvis étudie à l'université de Leeds et à l'université de Manchester, puis soutient une thèse de doctorat sur l'éducation des femmes de la classe ouvrière dans l'Angleterre du XIXe siècle à l'Open University. Elle passe l'essentiel de sa carrière à l'université de Portsmouth, dont elle est professeure émérite.
De 2014 à 2018, June Purvis est présidente du Women's History Network UK, et de 2015 à 2020 trésorière de la Fédération internationale pour la recherche en histoire des femmes. Elle organise à l’université de Portsmouth du 31 août au 1er septembre 2018 la conférence annuelle du Women's History Network sur les campagnes pour le droit de vote des femmes : perspectives nationales et internationales. Elle est rédactrice en chef de la revue Women's History Review (en).
Elle est conseillère historique lors du tournage du film Les Suffragettes (2015).

## Publications (sélection)

### Ouvrages
- Women's History: Britain, 1850-1945: An Introduction. Routledge, Londres/New York, 2008  (ISBN 978-1-135-36710-7).
- A history of women’s education in England, Open University Press, Milton Keynes et Philadelphie, 1991  (ISBN 0-335-09775-8).
- Hard lessons: the lives and education of working-class women in nineteenth-century England, Polity Press, Cambridge, 1989 (ISBN 0-7456-0663-6).
- (en) June Purvis et Sandra Stanley Holton, Votes for Women, Londres, Routledge, 24 janvier 2000, 312 p. (ISBN 9780415214582).
- (en) Emmeline Pankhurst : A Biography, Londres, Routledge, 2002, 480 p. (ISBN 9780415239783)[4].
- Maroula Jouannou et June Purvis, The Women's Suffrage Movement: New Feminist Perspectives, Manchester University Press, 1998.

### Articles
- (en) « Working‐Class Women and Adult Education in Nineteenth‐Century Britain », History of Education, vol. 9, no 3,‎ 1980, p. 193-212 (lire en ligne, consulté le 10 juin 2023).
- (en) « The prison experiences of the suffragettes in Edwardian Britain », Women's History Review, vol. 4, no 1,‎ 1995, p. 103-133 (lire en ligne, consulté le 29 octobre 2019).
- « Sylvia Pankhurst (1882–1960), suffragette, political activist, artist and writer », Gender and Education, vol. 20, no 1,‎ 2008, p. 81-87 (lire en ligne, consulté le 10 juin 2023).
- (en) « Banks [née Davies], Olive Lucy (1923–2006) », dans Oxford Dictionary of National Biography, Oxford University Press, 2010 (lire en ligne ).
- « Olive Banks (1923–2006): An Appreciation », British Journal of Sociology of Education, vol. 29, no 4 (2008), p. 363-368, [lire en ligne]. Numéro spécial « Olive Banks (1923-2006) ».
- (en) « Pankhurst, Dame Christabel Harriette (1880–1958) », dans Oxford Dictionary of National Biography, Oxford University Press, 2004, màj 2011 (lire en ligne ).
- (en) « Mitchell [née Webster], Hannah Maria (1872–1956) », dans Oxford Dictionary of National Biography, Oxford University Press, 2015 (lire en ligne ).